# Лимонний соціалізм
Лимонний соціалізм (англ. Lemon socialism) — це термін для позначення форми урядового втручання, коли державні субсидії надходять на слабкі чи неефективні фірми (так звані «лимони»). В результаті таких дій уряд покриває частину або всі збитки цієї категорії суб'єктів економічної діяльності. Коли ці субсидії приймають форму повної або часткової дотації, як це сталося під час фінансової кризи 2008 року, вони можуть бути позначені як форма держави або кланового капіталізму. Термін походить від концепції, що в соціалізмі уряд може націоналізувати прибуток компанії, залишаючи компанії виплачувати власні збитки, в той час як в лимонному соціалізмі компанія має право зберегти свій прибуток, але її збитки перекладаються на платників податків.
Такі платежі можуть здійснюватися з метою запобігання подальшої системної шкоди, що в іншому випадку може вважатися вільним ринком. Наприклад, допомога, що настала після фінансової кризи 2008 року, може бути охарактеризована як лимонний соціалізм.
Лимонний соціалізм може також відноситись до урядових зусиль перейти від капіталізму до фактичного соціалізму; в цьому випадку це стосується навмисної стратегії поглинання втрат, викликаних в збереженні робочих місць в межах найгірше виступаючих секторів економіки — лимонів — перед націоналізацією більш прибуткових галузей промисловості.
Прихильники вільних ринків можуть вказувати на фальшиві націоналізовані підприємства як приклад того, як державне регулювання шкодить бізнесу.

## Походження
Марк Грін придумав точну фразу в статті 1974 року, в якій обговорювали комунальне підприємство Кона Еда.
Раніше визначення терміна було висловлено в приказці «соціалізм для багатих та капіталізм для бідних», яка використовувалась в 1960-х роках, хоча поняття про приватизацію прибутку та соціалізацію збитків датуються принаймні 1834 роком та закриттям Другого банку Ендрю Джексоном в США.

## Інші мови
В ісландській мові лимонний соціалізм відомий як ісл. Sósíalismi andskotans, що означає «чортів соціалізм», цей термін придумав
генерал-хірург Ісландії в 1930-х роках для критики передбачуваного капіталізму в Landsbanki, який отримав нову валюту в дебатах з приводу фінансової кризи в Ісландії 2008—2012 рр.. Лимонний соціалізм, або більш точно клановий капіталізм, також згадується як «капіталізм спідниці».